# Brucerolis victoriensis
Brucerolis victoriensis är en kräftdjursart som beskrevs av Storey och Gary C.B. Poore 2009. Brucerolis victoriensis ingår i släktet Brucerolis och familjen Serolidae.
Artens utbredningsområde är havet kring Australien. Inga underarter finns listade i Catalogue of Life.